# Абу Али аль-Фармади
Абу Али Фармади (араб. أبو علي فارمدي‎; 1016, Тус — 1084, Тус) — один из известных мистиков и проповедников Туса.

## Биография
Он хорошо известен тем, что был учителем А.Газали и Ю.Хамадани. Сам Абу Али был учеником известного суфийского мастера по имени Абд аль-Карим аль-Кушайри.